# Dick Advocaat
Dirk Nicolaas "Dick" Advocaat (La Haya, 27 de septiembre de 1947) es un entrenador neerlandés de fútbol. Actualmente dirige a la selección de Curazao.

## Trayectoria

### Jugador
Jugó como centrocampista en dos etapas. La primera, en los Países Bajos, donde jugó para ADO La Haya, VVV-Venlo, Roda JC, Sparta Róterdam, y el FC Utrecht; y la segunda, en los Estados Unidos jugó en el Chicago Sting.

### Entrenador

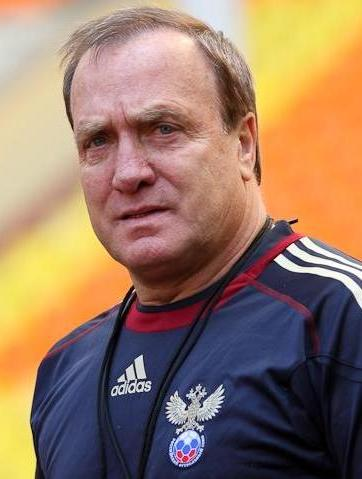
Advocaat con la selección rusa en el año 2011.

Comenzó su andadura como técnico a los 32 años, en el HFC Harlem y en el SVV antes de ser el asistente del legendario Rinus Michels en la selección neerlandesa.
Seleccionador de los Países Bajos
Ya como seleccionador de la selección de fútbol de los Países Bajos, participó en la Copa Mundial de Fútbol de 1994 en EE. UU., donde llegó a cuartos de final. Fue la selección de fútbol de Brasil, futura campeona, quien les eliminó.
PSV Eindhoven
Un año después, dejó el cargo de seleccionador y aceptó la oferta del PSV Eindhoven, con el que ganó la Copa de los Países Bajos en 1996, la Eredivisie en 1997 y la Supercopa de los Países Bajos en ambos años.
Glasgow Rangers
Un año después, firmó como entrenador del Glasgow Rangers. Como entrenador del equipo escocés, el primer año consiguió su primer triplete, ganando dos copas nacionales y la Premier Division escocesa. Las tácticas de Advocaat enamoraron a todos los fanes con su sistema de juego a un toque, muy característico en el fútbol neerlandés. Un año después, el Rangers volvió a ganar la liga escocesa y llevó al equipo a clasificarse para la Champions League, después de derrotar al Parma.
En el año 2001, la llegada de Martin O'Neill al eterno rival, el Celtic, propició que éstos ganasen la triple corona y dejasen al Rangers en una pequeña crisis de juego. Para intentar resucitar al equipo, el presidente del Rangers contrató al entrenador Alex McLeish y Advocaat pasó a ser el director de fútbol del equipo, dejando el banquillo escocés. Finalmente, se desvinculó del club tras 9 meses.
Seleccionador de los Países Bajos
Advocaat volvería a dirigir a la selección neerlandesa a partir de enero de 2002. Sin embargo, en su regreso a la 'oranje', las cosas no fueron bien. Fue duramente criticado por la prensa neerlandesa por los resultados en contra, que acabaron precipitando su marcha después de caer eliminado en la Eurocopa 2004 ante Portugal.
Borussia Mönchengladbach
Firmó por el Borussia Mönchengladbach, de la liga alemana, a finales de 2004; pero solo duró seis meses en el cargo, sumando 18 puntos en 17 partidos.
Seleccionador de los Emiratos Árabes Unidos y de Corea del Sur
Posteriormente, trabajó durante tres meses para la selección de los Emiratos Árabes Unidos, pero en septiembre rescindió su contrato para poder entrenar a Corea del Sur. Dirigió al combinado asiático en la Copa Mundial de Fútbol de 2006, donde no lo consiguió clasificar para los octavos de final, quedando tercero del Grupo G.
Zenit de San Petersburgo
En julio de 2006, Advocaat firmó con el Zenit de San Petersburgo, al que pudo colocar cuarto en su primera temporada en la Liga Premier de Rusia. En su segundo curso, logró ganar el campeonato, siendo el primer entrenador extranjero en conseguirlo. Además, consiguió llevar al Zenit a su primer título europeo, tras derrotar en la final de la Copa UEFA en Mánchester al Glasgow Rangers por 2-0. Sin embargo, fue destituido en agosto de 2009, a causa del mal juego del equipo.
Seleccionador de Bélgica y AZ Alkmaar
En julio de 2009, fue designado para dirigir a la selección de fútbol de Bélgica a partir del 1 de enero de 2010, una vez finalizado su contrato con el Zenit. El 8 de diciembre de ese mismo año firmó como entrenador del AZ Alkmaar en reemplazo de Ronald Koeman, dirigiendo a este club al 5.º puesto en la Eredivisie 2009-10 sin dejar su cargo en la selección belga. El 15 de abril de 2010, Advocaat dimitió como entrenador de la selección de Bélgica.
Seleccionador de Rusia
Entre 2010 y 2012, fue el máximo responsable de la selección de fútbol de Rusia, que fue eliminada en la fase de grupos de la Eurocopa 2012.
PSV Eindhoven y AZ Alkmaar
En la temporada 2012-13, dirigió al PSV Eindhoven, que terminó segundo en la Liga y perdió la final de la Copa. Tras este trabajo, fue sustituido por Phillip Cocu y anunció su retirada, pero en octubre de 2013 regresó para hacerse cargo del AZ Alkmaar. Llevó al equipo al 8.º puesto en la Eredivisie, pero dejó el banquillo del Philips Stadion debido a la llegada de Marco van Basten.
Seleccionador de Serbia
En julio de 2014, tomó las riendas de la selección de Serbia, pero dimitió solo 4 meses después, al perder contra Dinamarca (1-3) en la fase de clasificación para la Eurocopa 2016.
Sunderland AFC
El 17 de marzo de 2015, fue nombrado nuevo técnico del Sunderland AFC hasta el final de la temporada 2014-15 con el objetivo de evitar el descenso, meta que alcanzó a falta de una jornada para terminar la competición. Decidió no continuar en el banquillo del Stadium of Light, pero tras una semana, se echó atrás y firmó un nuevo contrato con el club. Sin embargo, el 4 de octubre de 2015, dimitió como entrenador del Sunderland, después de 8 jornadas de la Premier League 2015-16 en las que el equipo de Tyne y Wear solo pudo obtener 3 puntos.
Asistente y consejero
El 16 de febrero de 2016, el Feyenoord de Róterdam anunció su contratación como supervisor y consejero del entrenador Giovanni van Bronckhorst. También desarrolló las mismas funciones en la selección neerlandesa y en el ADO La Haya.
Fenerbahçe
El 16 de agosto de 2016, se convirtió en el nuevo entrenador del Fenerbahçe.
Seleccionador de los Países Bajos
El 9 de mayo de 2017, fue presentado como nuevo seleccionador de los Países Bajos, asumiendo dicho puesto por tercera vez en su carrera deportiva. Sin embargo, no pudo lograr la hazaña de clasificar a los neerlandeses al Mundial de Rusia, por lo que dejó su puesto poco después.
Sparta de Róterdam
El 25 de diciembre de 2017, firmó un contrato con el Sparta de Róterdam de la Eredivisie hasta final de temporada. Sin embargo, no pudo evitar el descenso del equipo neerlandés.
FC Utrecht
El 12 de septiembre de 2018, llegó a un acuerdo para dirigir el Football Club Utrecht.
Feyenoord
El 30 de octubre de 2019, relevó a Jaap Stam en el banquillo del Feyenoord de Róterdam. El 1 de diciembre de 2020, anunció su retirada a final de temporada.
El 23 de mayo de 2021, clasificó al equipo neerlandés a la Liga Conferencia 2021-22, cerrando su trayectoria como técnico.
Selección de Irak
El 31 de julio de 2021, fue confirmando como nuevo entrenador de la Selección de Irak, con miras al Mundial de Catar 2022. Sin embargo, presentó la dimisión el 23 de noviembre del mismo año.
ADO La Haya
El 28 de noviembre de 2022, Advocaat fue nombrado como nuevo entrenador del ADO La Haya hasta final de temporada, en reemplazo de Dirk Kuyt.
Selección de Curazao
El 16 de enero de 2024, fue oficializado como entrenador de la Selección de Curazao, con vistas al Mundial 2026.

## Clubes

### Jugador
| Club             | País           | Año       |
| ---------------- | -------------- | --------- |
| ADO La Haya      | Países Bajos   | 1966-1973 |
| Roda JC          | Países Bajos   | 1973-1977 |
| VVV-Venlo        | Países Bajos   | 1977-1979 |
| Chicago Sting    | Estados Unidos | 1979      |
| ADO La Haya      | Países Bajos   | 1979-1980 |
| Chicago Sting    | Estados Unidos | 1980      |
| Sparta Róterdam  | Países Bajos   | 1980-1982 |
| K. Berchem Sport | Bélgica        | 1982-1983 |
| FC Utrecht       | Países Bajos   | 1983-1984 |

### Entrenador
| Club                                      | País          | Año           |
| ----------------------------------------- | ------------- | ------------- |
| DSVP                                      | Países Bajos  | 1981-1984     |
| Selección de los Países Bajos (Asistente) | Países Bajos  | 1984-1987     |
| HFC Haarlem                               | Países Bajos  | 1987-1989     |
| SVV                                       | Países Bajos  | 1989-1991     |
| Dordrecht                                 | Países Bajos  | 1991-1992     |
| Selección de los Países Bajos (Asistente) | Países Bajos  | 1992-1993     |
| Selección de los Países Bajos             | Países Bajos  | 1993-1994     |
| PSV Eindhoven                             | Países Bajos  | 1994-1998     |
| Rangers                                   | Escocia       | 1998-2001     |
| Selección de los Países Bajos             | Países Bajos  | 2002-2004     |
| Borussia Mönchengladbach                  | Alemania      | 2004-2005     |
| Selección de los Emiratos Árabes Unidos   | EAU           | 2005          |
| Selección de Corea del Sur                | Corea del Sur | 2005-2006     |
| Zenit San Petersburgo                     | Rusia         | 2006-2009     |
| Selección de Bélgica                      | Bélgica       | 2009-2010     |
| AZ Alkmaar                                | Países Bajos  | 2009-2010     |
| Selección de Rusia                        | Rusia         | 2010-2012     |
| PSV Eindhoven                             | Países Bajos  | 2012-2013     |
| AZ Alkmaar                                | Países Bajos  | 2013-2014     |
| Selección de Serbia                       | Serbia        | 2014          |
| Sunderland                                | Inglaterra    | 2015          |
| Fenerbahçe                                | Turquía       | 2016-2017     |
| Selección de los Países Bajos             | Países Bajos  | 2017          |
| Sparta de Róterdam                        | Países Bajos  | 2018          |
| Utrecht                                   | Países Bajos  | 2018-2019     |
| Feyenoord                                 | Países Bajos  | 2019-2021     |
| Selección de Irak                         | Irak          | 2021          |
| ADO La Haya                               | Países Bajos  | 2022-2023     |
| Selección de Curazao                      | Curazao       | 2024-presente |

## Estadísticas como entrenador

### Clubes
| Equipo                              | Div.         | Temporada    | Liga  | Liga | Liga | Liga | Liga |       | Copa | Copa | Copa | Copa  |    | Internacional | Internacional | Internacional | Internacional | Internacional |   | Otros | Otros | Otros | Otros |     | Totales     | Totales | Totales | Totales | Totales | Totales | Totales | Totales |
| Equipo                              | Div.         | Temporada    | Part. | G    | E    | P    | Pos. | Part. | G    | E    | P    | Part. | G  | E             | P             | Pos.          | Part.         | G             | E | P     | Part. | G     | E     | P   | Rendimiento | GF      | GC      | Dif.    |         |         |         |         |
| ----------------------------------- | ------------ | ------------ | ----- | ---- | ---- | ---- | ---- | ----- | ---- | ---- | ---- | ----- | -- | ------------- | ------------- | ------------- | ------------- | ------------- | - | ----- | ----- | ----- | ----- | --- | ----------- | ------- | ------- | ------- | ------- | ------- | ------- | ------- |
| HFC Haarlem · Países Bajos          | 1.ª          | 1987-88      | 34    | 14   | 6    | 14   | 9.º  | 2     | 1    | 1    | 0    | -     | -  | -             | -             | -             | -             | -             | - | -     | 36    | 15    | 7     | 14  | 48.15%      | 46      | 49      | -3      |         |         |         |         |
| HFC Haarlem · Países Bajos          | 1.ª          | 1988-89      | 34    | 11   | 11   | 12   | 10.º | 2     | 1    | 1    | 0    | -     | -  | -             | -             | -             | -             | -             | - | -     | 36    | 12    | 12    | 12  | 47.05%      | 42      | 51      | -9      |         |         |         |         |
| HFC Haarlem · Países Bajos          | Total        | Total        | 68    | 25   | 17   | 26   | -    | 4     | 2    | 2    | 0    | -     | -  | -             | -             | -             | -             | -             | - | -     | 72    | 27    | 19    | 26  | 46.3%       | 88      | 100     | -12     |         |         |         |         |
| SVV · Países Bajos                  | 2.ª          | 1989-90      | 36    | 26   | 6    | 4    | 1.º  | 3     | 2    | 0    | 1    | -     | -  | -             | -             | -             | -             | -             | - | -     | 39    | 28    | 6     | 5   | 76.92%      | 77      | 26      | +51     |         |         |         |         |
| SVV · Países Bajos                  | 1.ª          | 1990-91      | 34    | 8    | 8    | 18   | 16.º | 3     | 2    | 0    | 1    | -     | -  | -             | -             | -             | 2             | 1             | 1 | 0     | 39    | 11    | 9     | 19  | 35.9%       | 38      | 60      | -22     |         |         |         |         |
| SVV · Países Bajos                  | Total        | Total        | 70    | 34   | 14   | 22   | -    | 6     | 4    | 0    | 2    | -     | -  | -             | -             | -             | 2             | 1             | 1 | 0     | 78    | 39    | 15    | 24  | 56.41%      | 115     | 86      | +29     |         |         |         |         |
| Dordrecht · Países Bajos            | 1.ª          | 1991-92      | 34    | 9    | 7    | 18   | 15.º | 1     | 0    | 0    | 1    | -     | -  | -             | -             | -             | -             | -             | - | -     | 35    | 9     | 7     | 19  | 32.38%      | 39      | 68      | -29     |         |         |         |         |
| Dordrecht · Países Bajos            | Total        | Total        | 34    | 9    | 7    | 18   | -    | 1     | 0    | 0    | 1    | -     | -  | -             | -             | -             | -             | -             | - | -     | 35    | 9     | 7     | 19  | 32.38%      | 39      | 68      | -29     |         |         |         |         |
| PSV Eindhoven · Países Bajos        | 1.ª          | 1994-95      | 18    | 12   | 2    | 4    | 3.º  | -     | -    | -    | -    | -     | -  | -             | -             | -             | -             | -             | - | -     | 18    | 12    | 2     | 4   | 70.37%      | 46      | 24      | +22     |         |         |         |         |
| PSV Eindhoven · Países Bajos        | 1.ª          | 1995-96      | 34    | 24   | 5    | 5    | 2.º  | 5     | 5    | 0    | 0    | 8     | 4  | 3             | 1             | 1/4           | -             | -             | - | -     | 47    | 33    | 8     | 6   | 75.88%      | 135     | 41      | +94     |         |         |         |         |
| PSV Eindhoven · Países Bajos        | 1.ª          | 1996-97      | 34    | 24   | 5    | 5    | 1.º  | 2     | 1    | 0    | 1    | 4     | 1  | 2             | 1             | 1/8           | 1             | 1             | 0 | 0     | 41    | 27    | 7     | 7   | 71.54%      | 104     | 35      | +69     |         |         |         |         |
| PSV Eindhoven · Países Bajos        | 1.ª          | 1997-98      | 34    | 21   | 9    | 4    | 2.º  | 5     | 4    | 0    | 1    | 6     | 2  | 3             | 1             | FG            | 1             | 1             | 0 | 0     | 46    | 28    | 12    | 6   | 69.57%      | 119     | 60      | +59     |         |         |         |         |
| Rangers Escocia                     | 1.ª          | 1998-99      | 36    | 23   | 8    | 5    | 1.º  | 9     | 9    | 0    | 0    | 10    | 5  | 4             | 1             | 1/16          | -             | -             | - | -     | 55    | 37    | 12    | 6   | 74.54%      | 125     | 45      | +80     |         |         |         |         |
| Rangers Escocia                     | 1.ª          | 1999-00      | 36    | 28   | 6    | 2    | 1.º  | 7     | 6    | 0    | 1    | 12    | 6  | 1             | 5             | 1/16          | -             | -             | - | -     | 55    | 40    | 7     | 8   | 76.97%      | 133     | 39      | +94     |         |         |         |         |
| Rangers Escocia                     | 1.ª          | 2000-01      | 38    | 26   | 4    | 8    | 2.º  | 6     | 4    | 0    | 2    | 12    | 6  | 3             | 3             | 1/16          | -             | -             | - | -     | 56    | 36    | 7     | 13  | 68.46%      | 109     | 55      | +54     |         |         |         |         |
| Rangers Escocia                     | 1.ª          | 2001-02      | 18    | 11   | 5    | 2    | Inc. | 2     | 2    | 0    | 0    | 9     | 5  | 3             | 1             | Inc.          | -             | -             | - | -     | 29    | 18    | 8     | 3   | 71.27%      | 60      | 19      | +41     |         |         |         |         |
| Rangers Escocia                     | Total        | Total        | 128   | 88   | 23   | 17   | -    | 24    | 21   | 0    | 3    | 43    | 22 | 11            | 10            | -             | -             | -             | - | -     | 195   | 131   | 34    | 30  | 72.99%      | 427     | 158     | +269    |         |         |         |         |
| Borussia Mönchengladbach · Alemania | 1.ª          | 2004-05      | 18    | 4    | 6    | 8    | Inc. | -     | -    | -    | -    | -     | -  | -             | -             | -             | -             | -             | - | -     | 18    | 4     | 6     | 8   | 33.33%      | 17      | 29      | -12     |         |         |         |         |
| Borussia Mönchengladbach · Alemania | Total        | Total        | 18    | 4    | 6    | 8    | -    | -     | -    | -    | -    | -     | -  | -             | -             | -             | -             | -             | - | -     | 18    | 4     | 6     | 8   | 33.33%      | 17      | 29      | -12     |         |         |         |         |
| Zenit · Rusia                       | 1.ª          | 2006         | 21    | 10   | 8    | 3    | 4.º  | -     | -    | -    | -    | -     | -  | -             | -             | -             | -             | -             | - | -     | 21    | 10    | 8     | 3   | 60.32%      | 28      | 15      | +13     |         |         |         |         |
| Zenit · Rusia                       | 1.ª          | 2007         | 30    | 18   | 7    | 5    | 1.º  | 5     | 1    | 3    | 1    | -     | -  | -             | -             | -             | -             | -             | - | -     | 35    | 19    | 10    | 6   | 63.81%      | 66      | 40      | +26     |         |         |         |         |
| Zenit · Rusia                       | 1.ª          | 2008         | 30    | 12   | 12   | 6    | 5.º  | 1     | 0    | 0    | 1    | 17    | 9  | 4             | 4             | 1.º           | 1             | 1             | 0 | 0     | 49    | 22    | 16    | 11  | 55.78%      | 92      | 54      | +38     |         |         |         |         |
| Zenit · Rusia                       | 1.ª          | 2009         | 17    | 6    | 6    | 5    | Inc. | 2     | 2    | 0    | 0    | 10    | 4  | 2             | 4             | 1/8           | 1             | 1             | 0 | 0     | 30    | 13    | 8     | 9   | 52.22%      | 39      | 32      | +7      |         |         |         |         |
| Zenit · Rusia                       | Total        | Total        | 98    | 46   | 33   | 19   | -    | 8     | 3    | 3    | 2    | 27    | 13 | 6             | 8             | -             | 2             | 2             | 0 | 0     | 135   | 64    | 42    | 29  | 57.78%      | 225     | 141     | +84     |         |         |         |         |
| AZ Alkmaar · Países Bajos           | 1.ª          | 2009-10      | 18    | 11   | 4    | 3    | 5.º  | 1     | 0    | 0    | 1    | -     | -  | -             | -             | -             | -             | -             | - | -     | 19    | 11    | 4     | 4   | 64.91%      | 35      | 15      | +20     |         |         |         |         |
| PSV Eindhoven · Países Bajos        | 1.ª          | 2012-13      | 34    | 22   | 3    | 9    | 2.º  | 6     | 5    | 0    | 1    | 8     | 4  | 1             | 3             | FG            | 1             | 1             | 0 | 0     | 49    | 32    | 4     | 13  | 68.03%      | 145     | 58      | +87     |         |         |         |         |
| PSV Eindhoven · Países Bajos        | Total        | Total        | 154   | 103  | 24   | 27   | -    | 18    | 15   | 0    | 3    | 26    | 11 | 9             | 6             | -             | 3             | 3             | 0 | 0     | 201   | 132   | 33    | 36  | 71.14%      | 549     | 218     | +331    |         |         |         |         |
| AZ Alkmaar · Países Bajos           | 1.ª          | 2013-14      | 25    | 9    | 7    | 9    | 8.º  | 4     | 2    | 1    | 1    | 10    | 4  | 4             | 2             | 1/4           | 4             | 1             | 1 | 2     | 43    | 16    | 13    | 14  | 47.29%      | 63      | 48      | +15     |         |         |         |         |
| AZ Alkmaar · Países Bajos           | Total        | Total        | 43    | 20   | 11   | 12   | -    | 5     | 2    | 1    | 2    | 10    | 4  | 4             | 2             | -             | 4             | 1             | 1 | 2     | 62    | 27    | 17    | 18  | 52.69%      | 98      | 63      | +35     |         |         |         |         |
| Sunderland Inglaterra               | 1.ª          | 2014-15      | 9     | 3    | 3    | 3    | 16.º | -     | -    | -    | -    | -     | -  | -             | -             | -             | -             | -             | - | -     | 9     | 3     | 3     | 3   | 44.44%      | 8       | 10      | -2      |         |         |         |         |
| Sunderland Inglaterra               | 1.ª          | 2015-16      | 8     | 0    | 3    | 5    | Inc. | 2     | 1    | 0    | 1    | -     | -  | -             | -             | -             | -             | -             | - | -     | 10    | 1     | 3     | 6   | 20%         | 15      | 25      | -10     |         |         |         |         |
| Sunderland Inglaterra               | Total        | Total        | 17    | 3    | 6    | 8    | -    | 2     | 1    | 0    | 1    | -     | -  | -             | -             | -             | -             | -             | - | -     | 19    | 4     | 6     | 9   | 31.58%      | 23      | 35      | -12     |         |         |         |         |
| Fenerbahçe Turquía                  | 1.ª          | 2016-17      | 34    | 18   | 10   | 6    | 3.º  | 11    | 6    | 4    | 1    | 10    | 6  | 2             | 2             | 1/16          | -             | -             | - | -     | 55    | 30    | 16    | 9   | 64.25%      | 99      | 49      | +50     |         |         |         |         |
| Fenerbahçe Turquía                  | Total        | Total        | 34    | 18   | 10   | 6    | -    | 11    | 6    | 4    | 1    | 10    | 6  | 2             | 2             | -             | -             | -             | - | -     | 55    | 30    | 16    | 9   | 64.25%      | 99      | 49      | +50     |         |         |         |         |
| Sparta Rotterdam · Países Bajos     | 1.ª          | 2017-18      | 17    | 5    | 1    | 11   | 17.º | -     | -    | -    | -    | -     | -  | -             | -             | -             | 4             | 1             | 2 | 1     | 21    | 6     | 3     | 12  | 33.33%      | 26      | 44      | -18     |         |         |         |         |
| Sparta Rotterdam · Países Bajos     | Total        | Total        | 17    | 5    | 1    | 11   | -    | -     | -    | -    | -    | -     | -  | -             | -             | -             | 4             | 1             | 2 | 1     | 21    | 6     | 3     | 12  | 33.33%      | 26      | 44      | -18     |         |         |         |         |
| Utrecht · Países Bajos              | 1.ª          | 2018-19      | 30    | 14   | 6    | 10   | 6.º  | 3     | 2    | 0    | 1    | -     | -  | -             | -             | -             | 4             | 3             | 1 | 0     | 37    | 19    | 7     | 11  | 57.66%      | 71      | 48      | +23     |         |         |         |         |
| Utrecht · Países Bajos              | Total        | Total        | 30    | 14   | 6    | 10   | -    | 3     | 2    | 0    | 1    | -     | -  | -             | -             | -             | 4             | 3             | 1 | 0     | 37    | 19    | 7     | 11  | 57.66%      | 71      | 48      | +23     |         |         |         |         |
| Feyenoord · Países Bajos            | 1.ª          | 2019-20      | 14    | 11   | 3    | 0    | Null | 4     | 4    | 0    | 0    | 3     | 0  | 2             | 1             | FG            | -             | -             | - | -     | 21    | 15    | 5     | 1   | 79.37%      | 48      | 22      | +26     |         |         |         |         |
| Feyenoord · Países Bajos            | 1.ª          | 2020-21      | 34    | 16   | 11   | 7    | 5.º  | 2     | 1    | 0    | 1    | 6     | 1  | 2             | 3             | FG            | 2             | 2             | 0 | 0     | 44    | 20    | 13    | 11  | 55.3%       | 78      | 50      | +28     |         |         |         |         |
| Feyenoord · Países Bajos            | Total        | Total        | 48    | 27   | 14   | 7    | -    | 6     | 5    | 0    | 1    | 9     | 1  | 4             | 4             | -             | 2             | 2             | 0 | 0     | 65    | 35    | 18    | 12  | 63.08%      | 126     | 72      | +54     |         |         |         |         |
| ADO La Haya · Países Bajos          | 2.ª          | 2022-23      | 22    | 9    | 8    | 5    | 12.º | 3     | 2    | 0    | 1    | -     | -  | -             | -             | -             | -             | -             | - | -     | 25    | 11    | 8     | 6   | 54.67%      | 37      | 35      | +2      |         |         |         |         |
| ADO La Haya · Países Bajos          | Total        | Total        | 22    | 9    | 8    | 5    | -    | 3     | 2    | 0    | 1    | -     | -  | -             | -             | -             | -             | -             | - | -     | 25    | 11    | 8     | 6   | 54.67%      | 37      | 35      | +2      |         |         |         |         |
| Total Clubes                        | Total Clubes | Total Clubes | 781   | 405  | 180  | 196  | -    | 91    | 63   | 10   | 18   | 125   | 57 | 36            | 32            | -             | 21            | 13            | 5 | 3     | 1018  | 538   | 231   | 249 | 60.41%      | 1940    | 1146    | +794    |         |         |         |         |
| 1. 2. 3.                            |              |              |       |      |      |      |      |       |      |      |      |       |    |               |               |               |               |               |   |       |       |       |       |     |             |         |         |         |         |         |         |         |

### Selecciones
| Países Bajos           | 1992              | -  | - | - | - | -   | 3  | 1  | 1  | 1  | - | - | - | - | -   | 1  | 0  | 0  | 1  | 4   | 1  | 1  | 2  | 33.33% | 8   | 8   | +0   |
| Países Bajos           | 1993              | -  | - | - | - | -   | 7  | 5  | 2  | 0  | - | - | - | - | -   | -  | -  | -  | -  | 7   | 5  | 2  | 0  | 80.95% | 23  | 4   | +19  |
| Países Bajos           | 1994              | -  | - | - | - | -   | 4  | 2  | 2  | 0  | 5 | 3 | 0 | 2 | 1/4 | 6  | 4  | 1  | 1  | 15  | 9  | 3  | 3  | 66.67% | 34  | 12  | +22  |
| Países Bajos           | 2002              | -  | - | - | - | -   | 2  | 2  | 0  | 0  | - | - | - | - | -   | 5  | 4  | 1  | 0  | 7   | 6  | 1  | 0  | 90.47% | 14  | 2   | +12  |
| Países Bajos           | 2003              | -  | - | - | - | -   | 8  | 5  | 1  | 2  | - | - | - | - | -   | 3  | 1  | 2  | 0  | 11  | 6  | 3  | 2  | 63.64% | 23  | 9   | +14  |
| Países Bajos           | 2004              | 5  | 1 | 2 | 2 | 1/2 | -  | -  | -  | -  | - | - | - | - | -   | 6  | 3  | 1  | 2  | 11  | 4  | 3  | 4  | 45.45% | 15  | 3   | +12  |
| Emiratos Árabes Unidos | 2005              | -  | - | - | - | -   | -  | -  | -  | -  | - | - | - | - | -   | 2  | 0  | 2  | 0  | 2   | 0  | 2  | 0  | 33.33% | 1   | 1   | +0   |
| Emiratos Árabes Unidos | Total             | -  | - | - | - | -   | -  | -  | -  | -  | - | - | - | - | -   | 2  | 0  | 2  | 0  | 2   | 0  | 2  | 0  | 33.33% | 1   | 1   | +0   |
| Corea del Sur          | 2005              | -  | - | - | - | -   | -  | -  | -  | -  | - | - | - | - | -   | 3  | 2  | 1  | 0  | 3   | 2  | 1  | 0  | 77.78% | 6   | 2   | +4   |
| Corea del Sur          | 2006              | -  | - | - | - | -   | 1  | 1  | 0  | 0  | 3 | 1 | 1 | 1 | FG  | 11 | 4  | 3  | 4  | 15  | 6  | 4  | 5  | 48.89% | 14  | 14  | +0   |
| Corea del Sur          | Total             | -  | - | - | - | -   | 1  | 1  | 0  | 0  | 3 | 1 | 1 | 1 | -   | 14 | 6  | 4  | 4  | 18  | 8  | 5  | 5  | 53.7%  | 20  | 16  | +4   |
| Bélgica                | 2009              | -  | - | - | - | -   | 2  | 1  | 0  | 1  | - | - | - | - | -   | 2  | 2  | 0  | 0  | 4   | 3  | 0  | 1  | 75%    | 7   | 2   | +5   |
| Bélgica                | 2010              | -  | - | - | - | -   | -  | -  | -  | -  | - | - | - | - | -   | 1  | 0  | 0  | 1  | 1   | 0  | 0  | 1  | 0%     | 0   | 1   | -1   |
| Bélgica                | Total             | -  | - | - | - | -   | 2  | 1  | 0  | 1  | - | - | - | - | -   | 3  | 2  | 0  | 1  | 5   | 3  | 0  | 2  | 60%    | 7   | 3   | +4   |
| Rusia                  | 2010              | -  | - | - | - | -   | 4  | 3  | 0  | 1  | - | - | - | - | -   | 2  | 1  | 0  | 1  | 6   | 4  | 0  | 2  | 66.67% | 7   | 5   | +2   |
| Rusia                  | 2011              | -  | - | - | - | -   | 6  | 4  | 2  | 0  | - | - | - | - | -   | 5  | 1  | 3  | 1  | 11  | 5  | 5  | 1  | 60.6%  | 14  | 4   | +10  |
| Rusia                  | 2012              | 3  | 1 | 1 | 1 | FG  | -  | -  | -  | -  | - | - | - | - | -   | 5  | 2  | 2  | 1  | 8   | 3  | 3  | 2  | 50%    | 11  | 4   | +7   |
| Rusia                  | Total             | 3  | 1 | 1 | 1 | -   | 10 | 7  | 2  | 1  | - | - | - | - | -   | 12 | 4  | 5  | 3  | 25  | 12 | 8  | 5  | 58.67% | 32  | 13  | +19  |
| Serbia                 | 2014              | -  | - | - | - | -   | 3  | 0  | 1  | 2  | - | - | - | - | -   | 1  | 0  | 1  | 0  | 4   | 0  | 2  | 2  | 16.67% | 3   | 8   | -5   |
| Serbia                 | Total             | -  | - | - | - | -   | 3  | 0  | 1  | 2  | - | - | - | - | -   | 1  | 0  | 1  | 0  | 4   | 0  | 2  | 2  | 16.67% | 3   | 8   | -5   |
| Países Bajos           | 2017              | -  | - | - | - | -   | 5  | 4  | 0  | 1  | - | - | - | - | -   | 4  | 4  | 0  | 0  | 9   | 8  | 0  | 1  | 88.89% | 22  | 7   | +15  |
| Países Bajos           | Total             | 5  | 1 | 2 | 2 | -   | 29 | 19 | 6  | 4  | 5 | 3 | 0 | 2 | -   | 25 | 16 | 5  | 4  | 64  | 39 | 13 | 12 | 67.71% | 139 | 45  | +94  |
| Irak                   | 2021              | -  | - | - | - | -   | 6  | 0  | 4  | 2  | - | - | - | - | -   | -  | -  | -  | -  | 6   | 0  | 4  | 2  | 22.22% | 3   | 9   | -6   |
| Irak                   | Total             | -  | - | - | - | -   | 6  | 0  | 4  | 2  | - | - | - | - | -   | -  | -  | -  | -  | 6   | 0  | 4  | 2  | 22.22% | 3   | 9   | -6   |
| Curazao                | 2024              | 6  | 4 | 1 | 1 | -   | 2  | 2  | 0  | 0  | - | - | - | - | -   | -  | -  | -  | -  | 8   | 6  | 1  | 1  | 79.17% | 21  | 4   | +17  |
| Curazao                | 2025              | 3  | 0 | 2 | 1 | FG  | 2  | 2  | 0  | 0  | - | - | - | - | -   | 1  | 0  | 0  | 1  | 6   | 2  | 2  | 2  | 44.44% | 11  | 6   | +5   |
| Curazao                | Total             | 9  | 4 | 3 | 2 | -   | 4  | 4  | 0  | 0  | - | - | - | - | -   | 1  | 0  | 0  | 1  | 14  | 8  | 3  | 3  | 64.28% | 32  | 10  | +22  |
| Total Selecciones      | Total Selecciones | 17 | 6 | 6 | 5 | -   | 55 | 32 | 13 | 10 | 8 | 4 | 1 | 3 | -   | 58 | 28 | 17 | 13 | 138 | 70 | 37 | 31 | 59.66% | 237 | 105 | +132 |

### Resumen por competiciones
| Competición                   | Partidos | Ganados | Empatados | Perdidos | %      | Resultado        |
| Clubes                        | Clubes   | Clubes  | Clubes    | Clubes   | Clubes | Clubes           |
| ----------------------------- | -------- | ------- | --------- | -------- | ------ | ---------------- |
| Eerste Divisie                | 58       | 35      | 14        | 9        | 68.39% | Campeón          |
| Eredivisie                    | 444      | 219     | 93        | 132      | 56.3%  | Campeón          |
| Copa de los Países Bajos      | 46       | 32      | 3         | 11       | 71.74% | Campeón          |
| Supercopa de los Países Bajos | 3        | 3       | 0         | 0        | 100%   | Campeón          |
| Scottish Premiership          | 128      | 88      | 23        | 17       | 74.74% | Campeón          |
| Copa de Escocia               | 13       | 12      | 0         | 1        | 92.31% | Campeón          |
| Copa de la Liga de Escocia    | 11       | 9       | 0         | 2        | 81.82% | Campeón          |
| Bundesliga                    | 18       | 4       | 6         | 8        | 33.33% | 15.º lugar       |
| Liga Premier de Rusia         | 98       | 46      | 33        | 19       | 58.16% | Campeón          |
| Copa de Rusia                 | 8        | 3       | 3         | 2        | 50%    | Cuartos de final |
| Supercopa de Rusia            | 1        | 1       | 0         | 0        | 100%   | Campeón          |
| Premier League                | 17       | 3       | 6         | 8        | 29.41% | 16.º lugar       |
| EFL Cup                       | 2        | 1       | 0         | 1        | 50%    | Tercera ronda    |
| Superliga de Turquía          | 34       | 18      | 10        | 6        | 62.74% | 3.er lugar       |
| Copa de Turquía               | 11       | 6       | 4         | 1        | 66.67% | Semifinales      |
| Liga de Campeones de la UEFA  | 36       | 15      | 10        | 11       | 50.93% | Fase de grupos   |
| Liga Europa de la UEFA        | 85       | 41      | 24        | 20       | 57.65% | Campeón          |
| Recopa de Europa              | 4        | 1       | 2         | 1        | 41.67% | Octavos de final |
| Supercopa de la UEFA          | 1        | 1       | 0         | 0        | 100%   | Campeón          |
| Total clubes                  | 1018     | 538     | 231       | 249      | 60.41% | 14 Títulos       |
| Selecciones                   |          |         |           |          |        |                  |
| Copas                         | 17       | 6       | 6         | 5        | 47.05% | Semifinales      |
| Clasificatorias               | 55       | 32      | 13        | 10       | 66.06% | Clasificado      |
| Mundial                       | 8        | 4       | 1         | 3        | 54.17% | Cuartos de final |
| Amistosos                     | 58       | 28      | 17        | 13       | 58.05% | +28 PG           |
| Total selecciones             | 138      | 70      | 37        | 31       | 59.66% | Sin títulos      |
| Total en su carrera           | 1156     | 608     | 268       | 280      | 60.33% | 14 Títulos       |

## Palmarés

### Campeonatos nacionales
| Título                        | Equipo                | País         | Año  |
| ----------------------------- | --------------------- | ------------ | ---- |
| Eerste Divisie                | SVV                   | Países Bajos | 1990 |
| Copa de los Países Bajos      | PSV Eindhoven         | Países Bajos | 1996 |
| Supercopa de los Países Bajos | PSV Eindhoven         | Países Bajos | 1996 |
| Supercopa de los Países Bajos | PSV Eindhoven         | Países Bajos | 1997 |
| Eredivisie                    | PSV Eindhoven         | Países Bajos | 1997 |
| Premier League de Escocia     | Glasgow Rangers       | Escocia      | 1999 |
| Copa de Escocia               | Glasgow Rangers       | Escocia      | 1999 |
| Copa de la Liga de Escocia    | Glasgow Rangers       | Escocia      | 1999 |
| Premier League de Escocia     | Glasgow Rangers       | Escocia      | 2000 |
| Copa de Escocia               | Glasgow Rangers       | Escocia      | 2000 |
| Liga Premier de Rusia         | Zenit San Petersburgo | Rusia        | 2007 |
| Supercopa de Rusia            | Zenit San Petersburgo | Rusia        | 2008 |

### Campeonatos internacionales
| Título               | Equipo                | Sede       | Año  |
| -------------------- | --------------------- | ---------- | ---- |
| Copa de la UEFA      | Zenit San Petersburgo | Mánchester | 2008 |
| Supercopa de la UEFA | Zenit San Petersburgo | Mónaco     | 2008 |